# Prowincja Mediolan
Prowincja Mediolan (wł. Provincia di Milano) – prowincja we Włoszech. 
Nadrzędną jednostką podziału administracyjnego jest region (tu: Lombardia), a podrzędną jest gmina.
Działała do 31 grudnia 2014.
Liczba gmin w prowincji: 189.